# Nationaal Park Dzūkija

Nationaal park Dzūkija (Litouws: Dzūkijos nacionalinis parkas) is een nationaal park in Litouwen. Het werd opgericht in 1991 en is 550 vierkante kilometer groot. Het nationaal park ligt op de oevers van de Nemunas en omvat moerassen en bossen. In het park leeft onder andere eland, vos, everzwijn, haas, wolf, slangenarend, visarend, zeearend. 
In het park ligt het dorp Mardasavas.